# Live PA
Live PA або просто «live» — живий виступ з виконанням музичних композицій власної або чужої музики за допомогою музичних інструментів, програмного забезпечення та програмно-апаратних пристроїв. У контексті електронної музики означає, що артист не мікшує вже готові композиції (як це робить DJ), а виконує (tablefix) їх під час самого виступу. Серед використовуваного обладнання є: ноутбуки, синтезатори, грувбокс, семплери, секвенсери тощо.
Багатьох світових електронних музикантів є можливим віднести до виконавців Live PA: Kraftwerk, Underworld, The Prodigy, Apparat, Tangerine Dream.
| музика | Це незавершена стаття про музику. Ви можете допомогти проєкту, виправивши або дописавши її. |